# Adelrich Danioth
Adelrich Danioth (* 4. November 1828 in Andermatt; † 8. November 1899 ebenda) war ein Schweizer Politiker und Hotelier.

## Biografie
Adelrich Danioth wurde am 4. November 1828 in eine katholische Familie als Sohn des Julius Danioth, des Talweibels von Urseren und Rasierers, geboren. Nach dem Besuch der Klosterschule in Luzern war Danioth als Weibel, Fürsprecher, Gerichts- und Talschreiber sowie als eidgenössischer Schneebruchdirektor tätig. Daneben liess er das Hotel Oberalp und das Grandhotel in Andermatt erbauen.
Adelrich Danioth, der zweimal verheiratet war, verstarb am 8. November 1899 im Alter von 71 Jahren in Andermatt.

## Politik
Adelrich Danioth agierte von 1854 bis 1864 sowie von 1882 bis 1898 als Landrat des Kantons Uri. Von 1864 bis 1881 war er Regierungsrat und Mitglied der Kommission des Innern. Ferner amtierte er von 1882 bis 1885 und von 1894 bis 1898 als Talammann von Ursern. Darüber hinaus nahm er von 1889 bis 1891 die Funktion des Kriminalrichters ein. Als Befürworter des Bundesstaats wurde der wegen seiner Schlagfertigkeit gefürchtete Politiker von konservativer Seite heftig bekämpft.